# Elaeagnus geniculata
Elaeagnus geniculata är en havtornsväxtart som beskrevs av Ding Fang. Elaeagnus geniculata ingår i släktet silverbuskar, och familjen havtornsväxter. Inga underarter finns listade i Catalogue of Life.